# Birrana
Birrana fue el nombre de dos organizaciones de carreras automovilísticas, ambas asociadas con el piloto e ingeniero sudaustraliano, Malcolm Ramsay. De 1971 a 1978 Birrana fabricó una serie de vehículos de carreras, así como un Holden V8. Ramsay recuperó el nombre de Birrana en las carreras en la década de 1990, con unos chasis de Fórmula 3000 Internacional fabricados por Reynard Motorsport en el campeonato de pilotos australianos. El nombre de Birrana vino para quedarse y dominar los títulos de ganador del campeonato con Jason Bright, Paul Stokell, Rick Kelly y Simon Wills, brindando a Mark Webber su primera experiencia en un carrera. Cuando Fórmula Holden empezó a decaer, Birrana se centró en los supercoches V8 Wills. Ramsay redujo su implicación y el equipo pasó a llamarse Team Dynamik. Hoy en día, Ramsay continúa con Birrana como empresa de ingeniería mecánica en colaboración con la industria minera.

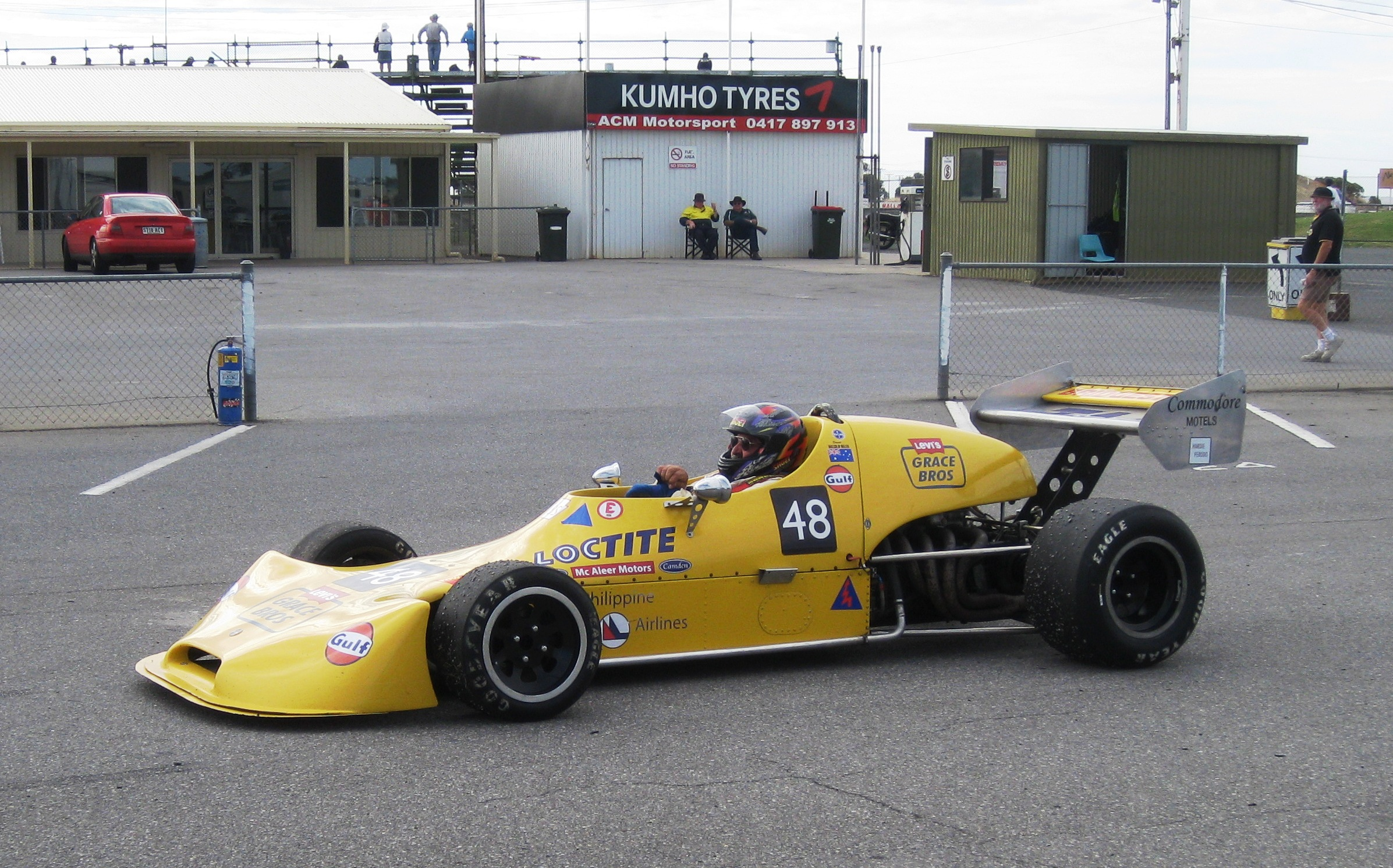
El Birrana 274 con el que Leo Geoghegan ganó el campeonato de Fórmula 2 de 1974 en Australia, foto de 2010.

## Coches de carreras

### Diseños anticipados

#### Birrana Fórmula Ford
El primer Birrana era un Fórmula Ford fabricado por Tony Alcock en 1971 para John Goss. Alcock era un constructor de diseñador quién anteriormente había trabajado para Elfin Sport Cars en Adelaida y para Brabham, Cosworth, McLaren y Cooper. "Birrana" es un significado de una palabra aborigen australiano que significa "tirando el palo".

#### Birrana 272
El Birrana 272 era un coche de Fórmula 2 monocasco, fabricado por Alcock en Adelaida para el piloto australiano, Malcolm Ramsay. El 272 ganó en su clase y debutó en Sandown en abril de 1972. Acabó siendo vendido a Peter Brock y posteriormente ganó la ronda de apertura del campeonato de Fórmula 2 de 1973 en Australia a manos de Leo Geoghegan.

### Birrana Racing Cars Pty Ltd
Birrana Racing Cars Pty Ltd se creó a posteriori en 1972 por Alcock y Ramsay, quienes llevaron a cabo la fabricación de los vehículos en una antigua estación de servicio de Adelaide. La acabó vendiendo un total de 16 coches.

#### Birrana F72
El primer coche vendido por Birrana Racing Cars era una Fórmula Ford, el F72 producido en 1972 para Steven Drewhurst de Melbourne.

#### Birrana 273
El 273 es un coche de Fórmula 2 australiano. Leo Geoghegan utilizó un equipo de fabricación del 273 para ganar el campeonato de 1973 de Enno Busselman en un 273 perteneciente a Bob y Marj Brown. Graeme Crawford también condujo un 273 con el que consiguió la victoria del campeonato de Fórmula 2 australiano de 1976.
Peter Brock también condujo un Birrana 273 (que pertenecía a Leo Geoghegan) durante el campeonato de 1973, acabando segundo en Parque de Oran y sexto en Amaroo, además de un gran número de carreras independientes. Brock corrió en el Birrana bajo el patrocinador "Team Brock" con un motor Ford y posteriormente un motor Hart. El jefe de equipo de Brock, Harry Firth, dijo que dejó a Brock correr en el Birrana.

#### Birrana F73
El F73 era un diseño del Fórmula Ford. Richard Carter condujo un F73 y ganó la Europe Series de Fórmula Ford en 1976.

#### Birrana 274
El 274 fue el nuevo coche de Fórmula 2 australiana para 1974, con Malcolm Ramsay anunciando sus planes de fabricar un lote inicial de 6 coches. Un 274 fue utilizado por Leo Geoghegan para ganar el campeonato de Fórmula 2 australiana de 1974 de Bob Muir en un 273. Geoff Brabham logró la victoria con un 274 en el campeonato de Fórmula 2 de 1975.

#### Birrana 374
El 374 fue un coche de Fórmula 3 australiana.
Birrana Racing Cars Pty Ltd cerró en 1974. Bob y Marj Brown se hicieron con dos Birrana 273 y llevaron a Tony Alcock a Inglaterra a competir en la Fórmula Atlántica de 1975. Más tarde, Tony Alcock entró en la embajada de Fórmula 1 de Graham Hill en un equipo de Fórmula 1. Un año después murió en un accidente de avión que también se cobró la vida del propio Hill y 4 miembros del equipo de carreras.

#### Birrana S74
El S74 era un supercoche de velocidad fabricado para correr en la carrera internacional de Adelaide, en forma de óvalo, durante milla y media. Tiene un motor central.

#### Birrana A78
El Birrana A78 fue construido por Malcolm Ramsay con componentes del 273 y el 274 para competir en los eventos Rothmans en Malasia en 1978. Ramsay acabó segundo en el Gran Premio de Penang y el Gran Premio de Selangor y tercero en el Gran Premio de Malasia, liderando el marcador, cuando fue cancelado. El A78, el cual era el último modelo con el nombre Birrana, se vendió posteriormente a John Holmes de Queensland con todos los patrones y decoración de Birrana.